# Hornschuchia citriodora
Hornschuchia citriodora là loài thực vật có hoa thuộc họ Na. Loài này được David Mark Johnson mô tả khoa học đầu tiên năm 1993.

## Phân bố
Loài này có tại các bang Bahia và Espírito Santo ở miền đông Brasil.

## Mô tả
Loài này có trong các khu rừng mưa Đại Tây Dương và vùng sinh thái trảng cỏ nhiệt đới Cerrado.